# 유랑시대
유랑시대(The Strange Voyage)는 한국에서 제작된 김보라 감독의 2008년 영화이다. 엄태구 등이 주연으로 출연하였고 양효주 등이 제작에 참여하였다.

## 출연

### 주연
- 엄태구
- 박선민
- 김다흰
- 남문철
- 김민재

## 제작진
- 조명: 김기준
- 조감독: 정희재
- 녹음: 나영길
- 녹음: 김현정
- 미술: 최수영